# Eugeniusz Kłosek
Eugeniusz Lucjan Kłosek (ur. 1956) – polski historyk, dr hab. nauk humanistycznych, profesor nadzwyczajny i kierownik Katedry Etnologii i Antropologii Kulturowej Wydziału Nauk Historycznych i Pedagogicznych Uniwersytetu Wrocławskiego.

## Życiorys
W 1990 obronił pracę doktorską "Swoi" i "obcy" na Górnym Śląsku po 1945 roku, 12 czerwca 2007 habilitował się na podstawie pracy zatytułowanej Świadomość etniczna i kultura społeczności polskiej we wsiach Bukowiny rumuńskiej. Jest zatrudniony na stanowisku profesora nadzwyczajnego, pełni funkcję kierownika Katedry Etnologii i Antropologii Kulturowej na Wydziale Nauk Historycznych i Pedagogicznych Uniwersytetu Wrocławskiego. Został członkiem Komitetu Nauk Etnologicznych PAN.